# Смирнов, Владимир Иванович (геолог)
Влади́мир Ива́нович Смирно́в (31 января [13 февраля] 1910, Москва — 16 июня 1988, Москва) — советский геолог, доктор геолого-минералогических наук (1945), академик АН СССР (1962), заведующий кафедрой геологии и геохимии полезных ископаемых геологического факультета МГУ (1952—1988). Заместитель министра геологии СССР (1946—1951), член Президиума Академии наук СССР, академик-секретарь Отделения геологии, геофизики, геохимии (1969—1975), вице-президент Международного союза геологических наук (1968—1976).

## Биография
Родился 18 (31) января 1910 года в городе Москва.
В 1926 году начал трудовую деятельность токарем.
В 1929 году поступил в Московскую горную академию, из которой в 1930 г. переведен в Московский геологоразведочный институт, где учился до 1934 года.
Начал работать коллектором полевой партии.
Изучал нежелезные руды, провёл металлогенический анализ для разных регионов земной коры: Дальний Восток, Забайкалье, Западная Сибирь, Средняя Азия и Кавказ.
Разработал теорию рудообразования и методы оценки запасов минерального сырья.
Главный редактор журнала «Геология рудных месторождений» (1968—1988).
Член редколлегии журнала «Проблемы советской геологии» (1939—1942), сборников «Геология СССР» (1954—1975), журналов «Вестник Московского университетата. Серия геология» (1959—1988), Известия АН СССР. Серия геология" (1959—1964), Доклады Академии наук СССР (1970—1988).

## Награды и премии
- 1954 — орден Ленина
- 1963 — орден Трудового Красного Знамени
- 1968 — серебряная медаль им. Ф. Пошепного АН Чехословакии
- 1970 — орден Ленина
- 1970 — заслуженный деятель науки и техники Киргизской ССР
- 1972 — Ленинская премия
- 1975 — орден Октябрьской Революции
- 1976 — золотая медаль им. А. П. Карпинского АН СССР
- 1977 — большая серебряная медаль им. С. Бубнова Геологического общества ГДР
- 1979 — золотая медаль им. К. Охридского Софийского государственного университета
- 1980 — Герой Социалистического Труда и орден Ленина
- 1986 — Государственная премия СССР[4]

## Членство в организациях
- 1940 — член КПСС.
- 1948 — член Геологического общества Венгрии
- 1955—1988 — член Экспертно-технического совета Государственной комиссии по запасам ископаемых при Совете Министров СССР
- 1956—1958 — членгеологической секции Научно-технического совета Министерства высшего образования СССР
- 1957—1965 — член экспертно-геологического совета Министерства геологии и охраны недр СССР
- 1959—1963 — член бюро Отделения геолого-географических наук АН СССР
- 1960—1970 — член правления Общества дружбы «СССР — Исландия»
- 1960—1985 — председатель геолого-географической секции. Комитета по Ленинским и Государственным премиям СССР в области науки и техники
- 1960—1988 — член Комитета по Ленинским и Государственным премиям СССР в области науки и техники при Совете Министров СССР
- 1962 — действительный член АН СССР.
- 1964—1965 — член геологического совета Государственного комитета по координации научно-исследовательских работ при Совете Министров СССР
- 1964—1988 — председатель Научного совета по рудообразованию АН СССР
- 1965 — член Сербского геологического общества
- 1965 — член Сербской академии наук и искусств
- 1966 — член Геологического общества Америки
- 1966 — член Геологического общества Франции
- 1968 — член Геологического общества Болгарии, почётный член (1980)
- 1969—1975 — член Президиума АН СССР
- 1978 — почётный член Минералогического общества Индии
- 1988 — почётный член Венгерской акалемии наук